# Silviu Pășcuțiu
Silviu Pășcuțiu (n. 1886, Arad – d. 1967, Arad) a fost un deputat în Marea Adunare Națională de la Alba Iulia, organismul legislativ reprezentativ al „tuturor românilor din Transilvania, Banat și Țara Ungurească”, cel care a adoptat hotărârea privind Unirea Transilvaniei cu România, la 1 decembrie 1918.:p. 77

## Biografie
Silviu Pășcuțiu a fost avocat până în 1918 în Ineu. Totodată a îndeplinit și funcția de comisar național poporal și a fost colaborator apropiat cu dr. Ioan Suciu. După 1918 a funcționat ca notar public în Arad.:p. 91

## Activitatea politică

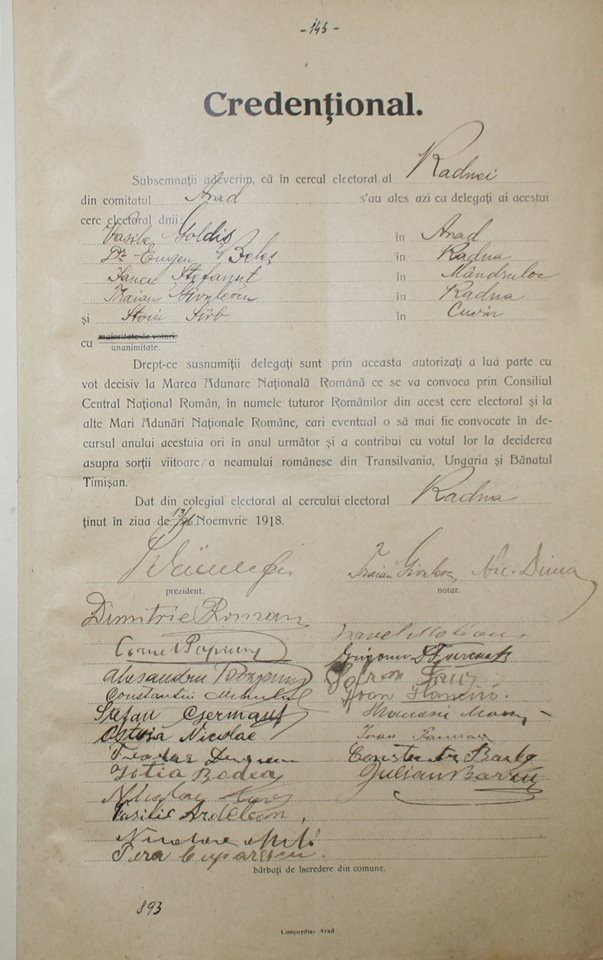
Credențional

Ca deputat în Adunarea Națională din 1 decembrie 1918, Silviu Pășcuțiu a reprezentat, ca delegat de drept, "Asociația arădeană pentru cultura poporului român".:p. 91